# Graham Sharman
Graham Sharman (Bristol, Regne Unit, 5 d'octubre de 1972) va ser un ciclista australià, que es va especialitzar amb el ciclisme en pista.
Del seu palmarès destaquen la medalla de plata als Campionat del món de velocitat per equips.
Ha estat casat amb la també ciclista Lucy Tyler.

## Palmarès

### Resultats a laCopa del Món
- 1996
  - 1r a l'Havana, en Quilòmetre
- 1997
  - 1r a Adelaida, en Quilòmetre